# Clifton, Kansas
Clifton är en ort i Clay County, och Washington County, i Kansas. Vid 2020 års folkräkning hade Clifton 454 invånare.